# 富田睦子
富田 睦子（とみた むつこ、1973年6月8日 - ）は、日本の歌人である。

## 経歴・人物
愛知県出身、東京都東久留米市在住。愛知淑徳短期大学文学部国文科から編入し、愛知淑徳大学文学部国文科卒。在学中島田修三のゼミ生であったことから歌の魅力に目覚め、卒業後も彼に師事。1994年から短歌結社「まひる野」に所属し、同誌「マチエール」欄などで精力的に活動を続け、現在は編集委員。現代歌人協会理事（2021年～）
1996年、「猫」(作品50首) が第42回角川短歌賞候補作に選出される。
2014年12月、歌集『さやの響き』にて、第15回現代短歌新人賞を受賞。

## 書籍
- 歌集『さやの響き』 (本阿弥書店、2013年12月)
- 歌集『風と雲雀』（KADOKAWA、2020年4月）
- 歌集『声は霧雨』（砂子屋書房、2023年11月）

## 寄稿
歌
- 「猫」 - 『短歌』第43巻第6号、1996年5月発売
- 「錦糸卵」 - 『歌壇』第12巻第5号、1998年4月発売
- 「夏の香り」 - 『短歌』第45巻第10号、1998年9月発売
- 「（あるきだす言葉たち）空晴れて」 - 『朝日新聞デジタル』2015年3月3日配信
- 「ゆうがたの風」 - 『短歌研究』2021年8月号
- 「風に踊れる」 - 『短歌研究』2021年9月号

エッセイなど
- 「ネット中継について」(歌壇時評) - 『うた新聞』2015年6月号 (2015年6月発行)
- 「言葉の持つ空気」-  『短歌研究』第62巻第6号、2015年5月21日発売
- 「短歌月評」 - 『短歌』第64巻第6号～8号、2017年6月号～8月号
- 「インタビュー 尾崎左永子さんに聞く」（全2回） - 『歌壇』第31巻11号、12号、2017年11月号、12月号
- 「2017年度・後期 歌集・歌書展望」 - 『短歌研究』第74巻第12号、2017年12月号（短歌年鑑2018）
- 「精神的原因 井戸が枯れたときには」 - 『短歌』2019年3月号
- 「背骨を見つけること」 - 『短歌』2019年5月号
- 「歌集解題1990 川野里子『五月の王』」 - 『現代短歌』2020年7月号
- 「論考 癒やしの効果 「おしゃべり」の歌」 - 『短歌』2022年9月号